# Lac Tassialouc
Der Lac Tassialouc ist ein See im Norden der kanadischen Provinz Québec.
Der Lac Tassialouc befindet sich 40 km südlich des Lac Payne im südlichen Zentralteil der Ungava-Halbinsel. Der See liegt im Bereich des Kanadischen Schildes auf einer Höhe von etwa 174 m. Der Rivière Tassialouc entwässert den See an dessen Nordufer und fließt in nördlicher Richtung zum Lac Payne. Der inselreiche See hat eine Länge von 20 km und eine Breite von 15 km.
Der Name Tassialouc stammt aus der Inuktitut-Sprache und bedeutet „großer See“.